# Rio Paracaí
Der Rio Paracaí ist ein etwa 52 km langer linker Nebenfluss des Rio Paraná im Westen des brasilianischen Bundesstaats Paraná.

## Geografie

### Lage
Das Einzugsgebiet des Rio Paracaí befindet sich auf dem Terceiro Planalto Paranaense (Dritte oder Guarapuava-Hochebene von Paraná).

### Verlauf
Sein Quellgebiet liegt auf der Grenze zwischen den beiden Munizipien Xambrê und Umuarama auf 395 m Meereshöhe etwa 2 km südwestlich der Siedlung Roberto Silveira in der Nähe der PR-182.
Der Fluss verläuft in westlicher Richtung. Er dient in seinem gesamten Verlauf als Grenzfluss zwischen verschiedenen Munizipien. Zunächst zwischen den beiden Munizipien Xambrê und Umuarama, dann zwischen Alto Paraíso und Esperança Nova und schließlich zwischen Alto Paraíso und São Jorge do Patrocínio. Er mündet auf 225 m Höhe von links in den Rio Paraná. Er ist etwa 52 km lang.

### Munizipien im Einzugsgebiet
Am Rio Paracaí liegen die fünf Munizipien 
- Umuarama
- Xambrê
- Alto Paraíso
- Esperança Nova
- São Jorge do Patrocínio.